# Lope de Aguirre
Lope de Aguirre (circa 1510 - El Tocuyo, 27 oktober 1561) was een Spaans-Baskische conquistador in Zuid-Amerika.

## Biografie
Aguirre werd geboren omstreeks 1510 in Araotz, tegenwoordig een dorpje in het Baskische Oñati. Hij stamde uit een adellijke familie. In zijn twintiger jaren woonde hij in Sevilla, waar hij werd geïnspireerd door de terugkeer van Francisco Pizarro, die Incaschatten meebracht uit Peru.
Aguirre sloot waarschijnlijk aan bij een 250 man sterke expeditie onder Rodrigo Buran. Hij kwam in 1536 of 1537 aan in Peru. In Cuzco was hij onder meer stalmeester van de expeditie. Hij zou als conquistador echter weldra berucht worden om zijn geweld, wreedheid en opstandigheid.
In 1544 kwam Blasco Núñez Vela uit Spanje naar Peru als onderkoning. Hij moest er eindelijk structuur brengen, de nieuwe wetten (Leyes Nuevas) instellen om de ontwikkeling van de kolonie in gang te zetten. Dit zou een einde brengen aan het systeem van de Encomienda's en vrijheid betekenen voor de inheemse slaven. Veel conquistadores kwamen in opstand tegen deze nieuwe wet. Er ontstond een conflict tussen Gonzalo Pizarro en de onderkoning. Aguirre koos het kamp van de onderkoning. Na een mislukte poging met Melchor Verdugo om de gevangen onderkoning te bevrijden, ontsnapte Aguirre uit Lima naar Cajamarca. Daar verzamelde mannen voor een leger voor de onderkoning. Núñez kon uiteindelijk ontsnappen en de strijd met Pizarro zou nog twee jaar blijven duren.
Na omzwervingen in Nicaragua keerde Aguirre in 1551 terug naar Potosí, toen in Peru. Uiteindelijk werd hij daar echter gearresteerd omdat hij de wetten op de bescherming van de indianen met de voeten trad, en voor rechter Francisco de Esquivel geleid. Aguirre werd veroordeeld tot publieke zweepslagen. Met een gekrenkte trots wachtte Aguirre daarna op het einde van het mandaat van Esquivel, die uit angst voor weerwraak op de vlucht sloeg. Aguirre volgde Esquivel van Lima naar Quito en verder naar Cuzco en legde zo in drie jaar tijd te voet 6000 km af. Uiteindelijk kreeg hij in Cuzco de magistraat te pakken. Met de hulp van vrienden ontvluchtte hij daarna Cuzco en verschool zich in Guamanga omwille van zijn ter dood veroordeling.
In 1554 verleende Alonzo de Alvarado generaal pardon aan iedereen die zich aansloot bij zijn leger om een opstand van Hernández Girón te onderdrukken. Aguirre sloot zich aan en trok mee in de strijd. Bij een gevecht in Chuquinga werd hij verwond, en sindsdien hinkte hij.
In 1560 sloot Aguirre aan bij een expeditie van Pedro de Ursúa. De expeditie met zo'n 300 man en honderden indianen voer de Marañón af, in een zoektocht naar El Dorado. Een jaar later werkte Aguirre mee om Ursúa aan de kant te schuiven en te doden; hetzelfde gebeurde wat later met diens opvolger Fernando de Guzmán. Aguirre nam uiteindelijk de leiding over. Hij bereikte, na het vernielen van indianendorpen onderweg de Atlantische Oceaan, waarschijnlijk via de Orinoco. Op 23 maart 1561 verklaarde Aguirre zichzelf prins van Peru, Tierra Firma en Chili.
In 1561 dwong hij de heerschappij over het eiland Isla Margarita af, waar hij elke weerstand tegen zijn gezag brutaal onderdrukte. Toen hij echter naar het vasteland overstak om Panama in te nemen, kwam aan zijn openlijke weerstand tegen de Spaanse Kroon een eind. Hij werd omsingeld bij Barquisimeto. Hij doodde er zijn eigen dochter Elvira, "omdat iemand van wie hij zo hield niet naar bed zou moeten gaan met ongemanierde mensen"; ook verschillende van zijn volgelingen die hem dwars lagen werden gedood. Aguirre werd uiteindelijk gevangen en neergeschoten. Zijn handen werden afgesneden en naar verschillende plaatsen in Venezuela gestuurd; zijn hoofd werd naar Tocuyo gestuurd; de rest aan de honden gegeven. Hij werd na zijn dood veroordeeld als verrader en rebel.

## Verwijzingen
Aguirre was het onderwerp van enkele films. In 1972 verscheen de film Aguirre, der Zorn Gottes van Werner Herzog. De film bracht een vrije interpretatie van de zoektocht naar El Dorado, met Klaus Kinski in de rol van Aguirre. In 1988 verscheen El Dorado van Carlos Saura, met Omero Antonutti als Aguirre. Hij verscheen in 2021 in de Disneyfilm Jungle Cruise als antagonist in het verhaal.